# ماتسوناگا ناگایوری
ماتسوناگا ناگایوری (به ژاپنی: 松永長頼); سامورایی، و از ملازمان خاندان میوشی اهل ژاپن در اواخر دوره سنگوکو و اوایل دوره ادو بود. وی صاحب قلعه یاگی در ولایت تانبا امروزه بخش فونای، کیوتو در استان کیوتو بود.